# Ланджик
Ланджик (на арменски: Լանջիկ) е село и община в Армения, област Ширак. Според Националната статистическа служба на Армения през 2012 г. има 1062 жители.

## Демография
Броят на населението в годините 1873–2004 е както следва: